# جولیان دونالد
جولیان دونالد (انگلیسی: Juliana Donald؛ زادهٔ ۱ ژانویهٔ ۱۹۶۴) بازیگر و صداپیشه اهل ایالات متحده آمریکا است.
وی بازیگر فیلم‌هایی همچون رز ارغوانی قاهره، دام، اهداکنندگان مغز و فعالیت مدنی بوده است.